# Henningsvær
Henningsvær ist eine Ortschaft in der norwegischen Kommune Vågan in der Provinz (Fylke) Nordland. Das Fischerdorf hat 501 Einwohner (Stand: 1. Januar 2024).

## Geografie
Henningsvær ist ein sogenannter Tettsted, also eine Ansiedlung, die für statistische Zwecke als eine Ortschaft gewertet wird. Der Ort erstreckt sich über die beiden kleinen Inseln Heimøya und Hellandsøya. Die Inseln sind der Lofoten-Insel Austvågøya vorgelagert. Svolvær, das Verwaltungszentrum der Kommune Vågan, liegt rund 26 Kilometer weiter nordöstlich auf Austvågøya.

## Geschichte
Bei der ersten norwegischen Volkszählung im Jahr 1769 wurden in Henningsvær vier Bewohner angegeben. Mit steigender Bedeutung der Fischerei stieg die Einwohnerzahl an. Im Jahr 1875 wurden 235 Einwohner angegeben. Die höchste Einwohnerzahl des Dorfes wurde bei der Volkszählung aus dem Jahr 1950 mit 994 Einwohnern erreicht.
Die Kirche von Henningsvær wurde im Jahr 1974 errichtet.

## Wirtschaft und Infrastruktur
Im Jahr 1934 wurden die beiden Inseln über eine Mole verbunden. Dadurch verbesserten sich die Verhältnisse am Hafen von Henningsvær, der damit zu einem der wichtigsten Fischereihäfen der Inselgruppe Lofoten heranwuchs.
Seit 1983 ist Hennigsvær über zwei Brücken mit Austvågøya verbunden. Der Fylkesvei 816 führt über mehrere Brücken von Henningsvær aus in den Norden nach Austvågøya. Dort mündet die Straße in die Europastraße 10 (E10). Durch die Anbindung Henningværs an das norwegische Straßennetz wurde der Tourismus für das Fischerdorf von größerer Bedeutung.

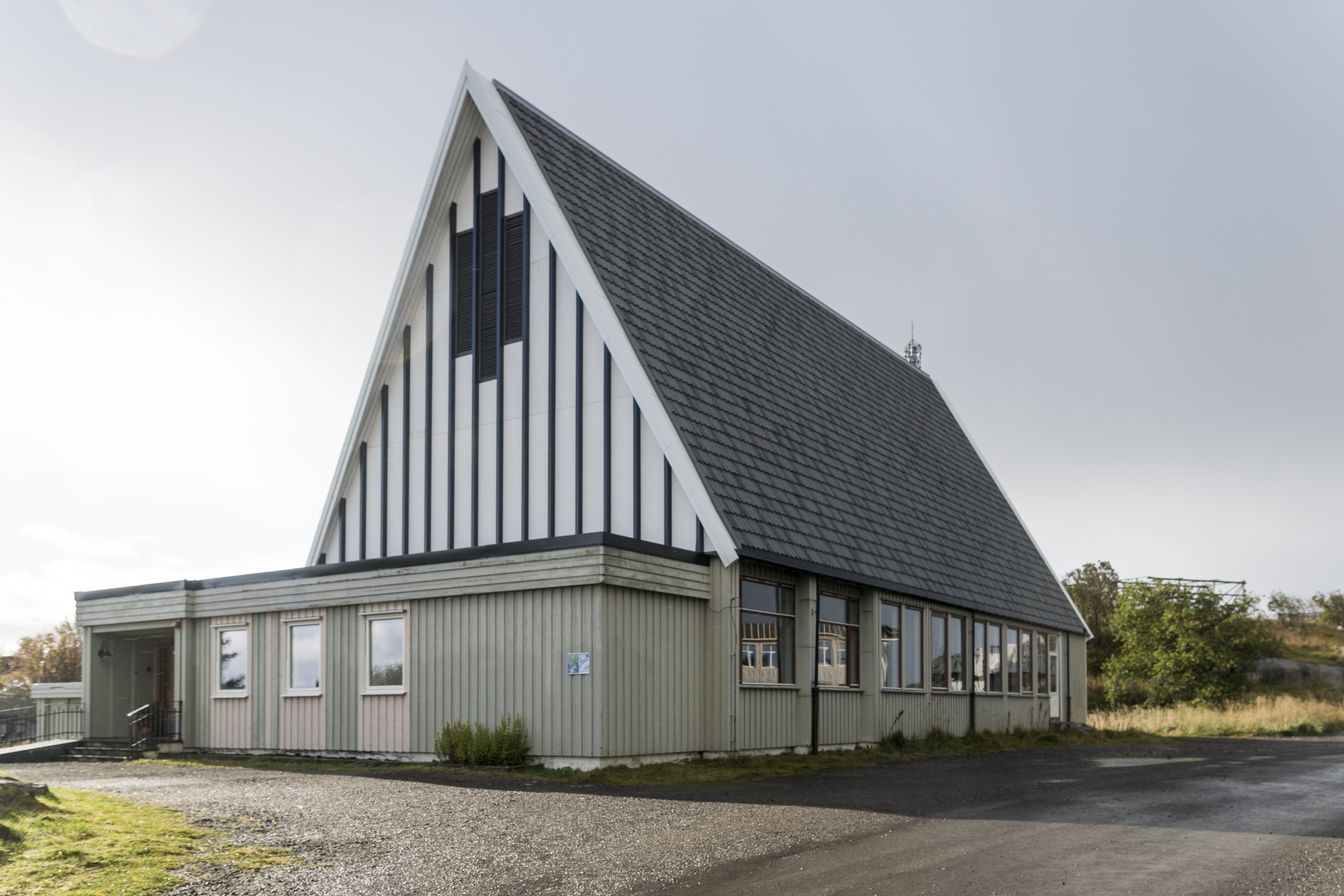
Kirche von Henningsvær
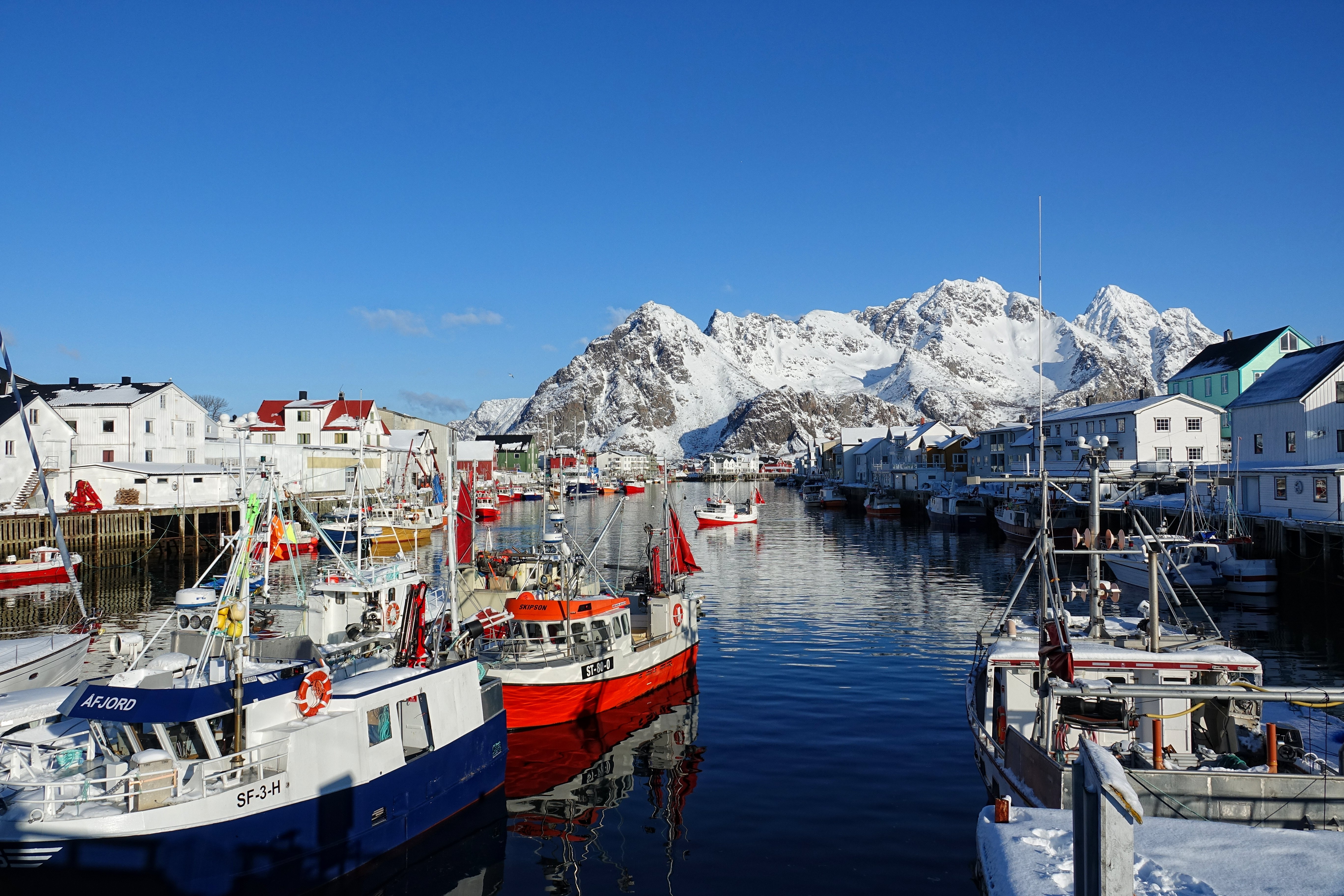
Henningsværer Hafen

## Sport
Der Ort besitzt einen Kunstrasen-Fußballplatz, dessen Bild 2017 von National Geographic im Bereich Städte zum besten des Jahres gekürt wurde. Der Platz gilt seitdem als einer der schönsten Sportplätze der Welt.

## Name
Der Ortsname setzt sich aus dem Vornamen Henning und dem Wort vær zusammen. Der Namensbestandteil vær steht für Fischerdorf.

## Persönlichkeiten
- Ole Juul (1852–1927), Landschafts- und Marinemaler der Düsseldorfer Schule und Fotograf
- Sondre Justad (* 1990), Sänger